# Juan Francisco Leo Bermejo
Juan Francisco Leo Bermejo (Badalona, 24 d'agost de 1979) és un futbolista català, que ocupa la posició de lateral esquerre.

## Trajectòria
Format als planters del RCD Espanyol i del Reial Madrid, va ser internacional amb la selecció espanyola en categories inferiors. Posteriorment, la seua carrera ha prosseguit per equips més modestos. La temporada 01/02 forma amb el Vila-real CF, encara que no arriba a debutar a primera divisió. També hi jugaria a Polònia amb el Wisla Cracòvia. Actualment està retirat de la competició i treballa com a agent de futbolistes a l'agència JV Sports.

### Equips[4]
| Club                       | País    | Any       |
| -------------------------- | ------- | --------- |
| Real Madrid CF C           | Espanya | 1998-1999 |
| Real Madrid CF B           | Espanya | 1999-2001 |
| Vila-real CF               | Espanya | 2001-2002 |
| CE Onda                    | Espanya | 2001-2002 |
| Real Jaén                  | Espanya | 2002-2003 |
| Calasparra FC              | Espanya | 2003-2004 |
| UD Pájara Playas de Jandía | Espanya | 2004-2005 |
| CE Alcoià                  | Espanya | 2004-2005 |
| SD Huesca                  | Espanya | 2005-2006 |
| UD Puertollano             | Espanya | 2006-2007 |
| UE Sant Andreu             | Espanya | 2007-2008 |
| Lorca Deportiva CF         | Espanya | 2008-2009 |
| Sangonera Atlético CF      | Espanya | 2009-     |